# كريستيان ويد
كريستيان ويد (بالإنجليزية: Christian Wade)‏ هو لاعب اتحاد الرغبي بريطاني، ولد في 15 مايو 1991 في سلاو في المملكة المتحدة.

## وصلات خارجية
- كريستيان ويد على موقع ThePowerOf10.info (الإنجليزية)
- كريستيان ويد على موقع مرجع كرة القدم المحترفة.كوم (الإنجليزية)
- كريستيان ويد على موقع دوري الرغبي الممتاز (الإنجليزية)
- كريستيان ويد عل موقع إسبنسكروم (الإنجليزية)
- كريستيان ويد على موقع ItsRugby.co.uk (الإنجليزية)